# ABC強国

Argentina（アルゼンチン）、Brazil（ブラジル）と Chile（チリ）

ABC強国（エイビーシーきょうこく、英語: ABC Powers）、またはABC三国（エイビーシーさんごく）は、20世紀初頭における南米のチリ、アルゼンチン、ブラジルの3国を指す。
これら3国は、南米諸国の中でも、国土の位置、地形、気候に恵まれ、天然資源も豊富で、他国よりも比較的早くから開発・発展が進み、政治的な影響力や軍事力にも優れていたことから、南米大陸における強国と見なされていた。1914年のナイアガラフォールズ平和会議では、ABC強国がアメリカとメキシコの仲裁を試みた。また、後には非侵略・協議・仲裁協定（スペイン語: Pacto de No Agresión, Consulta y Arbitraje）、通称ABC協定（スペイン語: Pacto ABC）のもと、中立国たるウルグアイの首都モンテビデオに常任委員会が置かれていた。ただし、やがて利害の衝突のために足並みは乱れ、影響力は徐々に低下していった。